# Midian
Midian je četvrti studijski album britanskog ekstremnog metal sastava Cradle of Filth. Diskografska kuća Music for Nations objavila ga je 30. listopada 2000. godine. Označio je povratak gitarista Paula Allendera grupi, kao i dolazak bubnjara Adriana Erlandssona (At the Gates, The Haunted) i klavijaturista Martina Powella (My Dying Bride, Anathema).

## O albumu
Midian je bio nadahnut romanom Cabal engleskog autora Clivea Barkera i njegovom naknadnom filmskom adaptacijom Noćna vrsta. Dani Filth dodatno je objasnio utjecaj u intervjuu s časopisom Empire u rujnu 2012. godine:
Doug Bradley, koji se glumio Lylesberga u Noćnoj vrsti (ali je poznatiji kao Pinhead iz Barkerovih Gospodara pakla i njegovih nastavaka), na nekim skladbama recitira.
U Bibliji su "Midjanci" arapsko pleme proizašlo iz Abrahamove loze, dok je sam Midjan mjesto na kojem je Mojsije proveo svoj četrdesetogodišnji izgon iz Egipta. Biblijski Midjanci dobili su ime po Midjanu, sinu Abrahama i jedne od njegovih konkubina. Danas se nekadašnje midjansko područje nalazi u dijelićima zapadne Saudijske Arabije, južnog Jordana, južnog Izraela i na planini Sinaj. Midjanci se također često spominju u Kuranu, gdje se ime na arapskom spominje kao Madjan. Midian u Cabal i Noćnoj vrsti skriveni je grad zapadno od Calgaryja u Alberti, Kanadi, u kojem se čudovišta skrivaju od čovječanstva.
U skladbi "Cthulhu Dawn" priziva se lika iz Cthulhu mitova horor pisca H. P. Lovecrafta.
Uvodni stih iz skladbe "Lord Abortion" ("Care for a little necrophilia?", na hrvatskom "Jeste li za malo nekrofilije?") citat je iz filma Brazil Terryja Gilliama (koji u filmu izgovara Kim Greist, ali na albumu ju izgovara Toni King, supruga frontmena Danija Filtha).

## Popis pjesama
Tekstovi: Dani Filth, glazba: Cradle of Filth, osim za bonus pjesmu "For Those Who Have Died", koju su skladali Andy Sneap i Martin Walkyier.
| 1.    | »At the Gates of Midian« (instrumental)                | 2:21 |
| 2.    | »Cthulhu Dawn«                                         | 4:17 |
| 3.    | »Saffron's Curse«                                      | 6:32 |
| 4.    | »Death Magick for Adepts«                              | 5:54 |
| 5.    | »Lord Abortion«                                        | 6:50 |
| 6.    | »Amor e Morte«                                         | 6:44 |
| 7.    | »Creatures That Kissed in Cold Mirrors« (instrumental) | 3:01 |
| 8.    | »Her Ghost in the Fog«                                 | 6:23 |
| 9.    | »Satanic Mantra«                                       | 0:50 |
| 10.   | »Tearing the Veil from Grace«                          | 8:13 |
| 11.   | »Tortured Soul Asylum«                                 | 7:54 |
| 58:59 |                                                        |      |

| Bonus skladba s japanske inačice | Bonus skladba s japanske inačice           | Bonus skladba s japanske inačice | Bonus skladba s japanske inačice | Bonus skladba s japanske inačice | Bonus skladba s japanske inačice | Bonus skladba s japanske inačice | Bonus skladba s japanske inačice | Bonus skladba s japanske inačice | Bonus skladba s japanske inačice |
| Br.                              | Skladba                                    | Trajanje                         |                                  |                                  |                                  |                                  |                                  |                                  |                                  |
| -------------------------------- | ------------------------------------------ | -------------------------------- | -------------------------------- | -------------------------------- | -------------------------------- | -------------------------------- | -------------------------------- | -------------------------------- | -------------------------------- |
| 12.                              | »For Those Who Have Died« (obrada Sabbata) | 6:18                             |                                  |                                  |                                  |                                  |                                  |                                  |                                  |
| 65:17                            |                                            |                                  |                                  |                                  |                                  |                                  |                                  |                                  |                                  |

## Objava
Midian je 30. listopada 2000. godine objavila diskografska kuća Music for Nations. Dosegao je 63. mjesto na britanskoj ljestvici albuma.
Za skladbu "Her Ghost in the Fog" bio je snimljen glazbeni spot, koji se često reproducirao na programu MTV2 i ostalim rock programima, a režirao ga je Alex Chandon (koji je također bio i redatelj horor filma Cradle of Fear iz 2001. godine u kojem se pojavio Dani Filth). "Her Ghost in the Fog" pojavio se u glazbi za film Sestre iz pakla 2000. godine te u videoigri Brütal Legend 2009. godine.
Album je 2012. godine ponovno objavio The End Records.

## Recenzije
NME je izjavio da je ovo "jedan od najsmješnijih albuma koje ćete ikada čuti", ali je njegova recenzija bila pozitivna.
Adam Bregman, glazbeni kritičar sa stranice AllMusic, dodijelio je albumu tri od pet zvjezdica te je izjavio: "Prva polovica Midiana simfonijska je i sotonističkog prizvuka kao i u bilo kojem black metalu prije njega, ali druga polovica prepuna je skladbi koje samo zauzimaju mjesto i ne grizu. Izgleda da Cradle of Filth, poput mnogih black metal sastava, nikad nije čuo za refren ili stih. Možda čistome zlu nisu potrebne zarazne dionice da bi se mogao prodavati. Ali što više Midian postaje uneređeniji i nastavlja u beskraj, čak i mladi sotonistički obožavatelji grupe htjet će ga ugasiti kako bi mogli mučiti obiteljsku mačku."

## Zasluge
| Cradle of Filth - Dani Filth – vokali - Paul Allender – gitara, omot albuma - Gian Pyres – gitara - Robin Graves – bas-gitara - Martin Powell – klavijature - Adrian Erlandsson – bubnjevi Dodatni glazbenici - Toni King – glas (na skladbi "Lord Abortion") - Sarah Jezebel Deva – vokali - Mika Lindberg – prateći vokali - Andy Nice – violončelo - Doug Bradley – recitacija (na skladbama 4, 8 i 11) - Martin Walkyier – vokali (na skladbi "For Those Who Have Died") | Ostalo osoblje - John Fryer – produkcija - Doug Cook(ed) – produkcija, inženjer zvuka - Jamie Morrison – inženjer zvuka - Ray Staff – mastering - J. K. Potter – fotografija - Stu Williamson – fotografija - Paul Harries – fotografija |